# Ligue 1 2024–25
Ligue 1 2024–25, còn được gọi là Ligue 1 McDonald's vì lý do tài trợ, là mùa giải thứ 87 của Ligue 1, giải đấu bóng đá hàng đầu của Pháp. Giải đấu bắt đầu vào ngày 16 tháng 8 năm 2024 và kết thúc vào ngày 22 tháng 5 năm 2025.
Paris Saint-Germain là đương kim vô địch 3 lần liên tiếp, và đã bảo vệ thành công chức vô địch trước sáu vòng đấu.

## Các đội bóng

### Thay đổi đội
Tổng cộng có mười tám đội tham gia Ligue 1 2024–25. Auxerre và Angers (cả hai đều trở lại Ligue 1 sau một năm vắng bóng) đã được thăng hạng sau khi lần lượt về nhất và nhì ở Ligue 2 2023–24. Cả hai thay thế cho Lorient và Clermont, lần lượt xuống hạng sau 4 và 3 năm thi đấu ở Ligue 1. Suất thăng hạng cuối cùng là Saint-Étienne (trở lại Ligue 1 sau 2 năm vắng bóng) sau khi thắng trong lượt trận play-off với Metz (xuống hạng chỉ sau một năm thi đấu ở Ligue 1).
| Thăng hạng từ Ligue 2 2023–24           | Xuống hạng từ Ligue 1 2023–24    |
| --------------------------------------- | -------------------------------- |
| Auxerre Angers Saint-Étienne (play-off) | Lorient Clermont Metz (play-off) |

### Sân vận động và địa điểm
| Đội                 | Địa điểm      | Sân vận động                  | Sức chứa | Mùa 2023–24                             |
| ------------------- | ------------- | ----------------------------- | -------- | --------------------------------------- |
| Angers              | Angers        | Raymond Kopa                  | 18.752   | thứ 2 Ligue 2 (thăng hạng)              |
| Auxerre             | Auxerre       | Abbé-Deschamps                | 21.379   | vô địch Ligue 2 (thăng hạng)            |
| Brest               | Brest         | Francis-Le Blé                | 15.931   | thứ 3                                   |
| Le Havre            | Le Havre      | Océane                        | 25.178   | thứ 15                                  |
| Lens                | Lens          | Bollaert-Delelis              | 37.705   | thứ 7                                   |
| Lille               | Lille         | Decathlon Arena Pierre Mauroy | 50.186   | thứ 4                                   |
| Lyon                | Lyon          | Groupama                      | 59.186   | thứ 6                                   |
| Marseille           | Marseille     | Orange Vélodrome              | 67.394   | thứ 8                                   |
| Monaco              | Monaco        | Louis II                      | 18.523   | á quân                                  |
| Montpellier         | Montpellier   | Mosson                        | 32.900   | thứ 12                                  |
| Nantes              | Nantes        | Beaujoire                     | 35.322   | thứ 14                                  |
| Nice                | Nice          | Allianz Riviera               | 35.624   | thứ 5                                   |
| Paris Saint-Germain | Paris         | Công viên các Hoàng tử        | 47.926   | Vô địch                                 |
| Reims               | Reims         | Auguste Delaune               | 21.684   | thứ 9                                   |
| Rennes              | Rennes        | Roazhon Park                  | 29.778   | thứ 10                                  |
| Saint-Étienne       | Saint-Étienne | Geoffroy-Guichard             | 41.965   | thứ 3 Ligue 2 (thăng hạng qua play-off) |
| Strasbourg          | Strasbourg    | Meinau                        | 29.230   | thứ 13                                  |
| Toulouse            | Toulouse      | Toulouse                      | 33.150   | thứ 11                                  |

### Nhân sự và trang phục
| Đội                 | Chủ tịch            | Huấn luyện viên trưởng                  | Đội trưởng          | Nhà sản xuất trang phục | Nhà tài trợ                                                    | Nhà tài trợ |
| Đội                 | Chủ tịch            | Huấn luyện viên trưởng                  | Đội trưởng          | Nhà sản xuất trang phục | Chính                                                          | Khác |
| ------------------- | ------------------- | --------------------------------------- | ------------------- | ----------------------- | -------------------------------------------------------------- | --- |
| Angers              | Romain Chabane      | Alexandre Dujeux                        | Pierrick Capelle    | Nike                    | École Noir&Blanc                                               | Danh sách - - Trước: Maison de l'Atoll, Angers - Sau: Système U - Tay áo: không - Quần: không - Tất: không |
| Auxerre             | Baptiste Malherbe   | Christophe Pélissier                    | Jubal               | Macron                  | Acadomia                                                       | Danh sách - - Trước: X1, SPPE, Servistores - Sau: LCR, X1 - Tay áo: Groupama - Quần: Auxerre, Advise, Actis Location - Tất: không |
| Brest               | Denis Le Saint      | Eric Roy                                | Brendan Chardonnet  | Adidas                  | Quéguiner Matériaux (H)/Yaourt Malo (H ở các trận UEFA, A & 3) | Danh sách - - Trước: SILL (H)/Breizh Cola (A & 3), GUYOT Environnement, Oceania Hotels, Fée du Bonheur - Sau: Oriance, J.Bervas Automobiles - Tay áo: Quéguiner Matériaux (các trận UEFA) - Quần: E.Leclerc, Groupe SOFT - Tất: BSP Sécurité |
| Le Havre            | Vincent Volpe       | Didier Digard                           | Arouna Sangante     | Joma                    | Winamax                                                        | Danh sách - - Trước: SIM Agences d'emploi - Sau: SOL'S - Tay áo: không - Quần: Geodis, Kia Groupe Saint-Clair - Tất: BSP Sécurité |
| Lens                | Joseph Oughourlian  | Will Still                              | Florian Sotoca      | Puma                    | Auchan                                                         | Danh sách - - Trước: Groupe Lempereur, Nexans - Sau: Randstad, Winamax - Tay áo: Aushopping Noyelles/Winamax (các trận UEFA) - Quần: Boulanger, McDonald's - Tất: không                                                                      |
| Lille               | Olivier Létang      | Bruno Génésio                           | Benjamin André      | New Balance             | Boulanger                                                      | Danh sách - - Trước: RIKA, Actual Group - Sau: Essalmi, Teddy Smith - Tay áo: Aushopping V2 - Quần: Winamax, Blåkläder - Tất: không |
| Lyon                | John Textor         | Paulo Fonseca / Jorge Maciel (tạm thời) | Alexandre Lacazette | Adidas                  | Emirates                                                       | Danh sách - - Trước: không - Sau: Aushopping - Tay áo: MG Motor - Quần: Staffmatch - Tất: không |
| Marseille           | Pablo Longoria      | Roberto De Zerbi                        | Leonardo Balerdi    | Puma                    | CFA CGM                                                        | Danh sách - - Trước: Parions Sport - Sau: Boulanger - Tay áo: D'Or et de Platine - Quần: Sublime Côte d'Ivoire - Tất: không |
| AS Monaco           | Dmitry Rybolovlev   | Adi Hütter                              | Denis Zakaria       | Kappa                   | APM Monaco/Renault 5 E-Tech (các trận UEFA)                    | Danh sách - - Trước: Triangle Intérim, Renault 5 E-Tech - Sau: Bang & Olufsen, Teddy Smith - Tay áo: Bang & Olufsen (các trận UEFA) - Quần: VBET, Fom Industrie - Tất: không                                                                 |
| Montpellier         | Laurent Nicollin    | Zoumana Camara                          | Benjamin Lecomte    | Nike                    | Swile                                                          | Danh sách - - Trước: FAUN-Environnement, Montpellier Métropole, Big M Burger - Sau: FAUN-Environnement, Kaporal Jeans - Tay áo: Loxam - Quần: Viwone - Tất: không                                                                            |
| Nantes              | Waldemar Kita       | Antoine Kombouaré                       | Pedro Chirivella    | Macron                  | Synergie                                                       | Danh sách - - Trước: Les Gars Des Eaux - Sau: Préservation du Patrimoine, Groupe Millet - Tay áo: LNA Santé - Quần: Be Green - Tất: không |
| Nice                | Jean-Pierre Rivère  | Franck Haise                            | Dante               | Le Coq Sportif          | Ineos                                                          | Danh sách - - Trước: Les Gars Des Eaux - Sau: Ineos Grenadier - Tay áo: JD Sports - Quần: VBET - Tất: không |
| Paris Saint-Germain | Nasser Al-Khelaifi  | Luis Enrique                            | Marquinhos          | Nike                    | Qatar Airways                                                  | Danh sách - - Trước: không - Sau: Snipes - Tay áo: không - Quần: không - Tất: không |
| Reims               | Jean-Pierre Caillot | Samba Diawara                           | Teddy Teuma         | Puma                    | Yasuda Group                                                   | Danh sách - - Trước: EVA Air, Crédit Agricole Nord Est - Sau: Transports Caillot, Winamax - Tay áo: Triangle Intérim, Grand Reims (H)/Reims (A) - Quần: Würth Modyf - Tất: không                                                             |
| Rennes              | Olivier Cloarec     | Habib Beye                              | Steve Mandanda      | Puma                    | Samsic                                                         | Danh sách - - Trước: Groupe Launay, Association ELA - Sau: Winamax, Blot Immobilier - Tay áo: Groupe ROSE - Quần: BWT - Tất: không |
| Saint-Étienne       | Ivan Gazidis        | Eirik Horneland                         | Anthony Briançon    | Hummel                  | Kelyps Intérim                                                 | Danh sách - - Trước: Loire, BYmyCAR, Terroir Halles - Sau: Siléane - Tay áo: không - Quần: Kapriol, Desjoyaux - Tất: không |
| Strasbourg          | Marc Keller         | Liam Rosenior                           | Habib Diarra        | Adidas                  | Électricité de Strasbourg (H)/Winamax (A & 3)                  | Danh sách - - Trước: Hager Group, Pierre Schmidt (H)/Stoeffler (A & 3) - Sau: Winamax (H)/Électricité de Strasbourg (A & 3), Soprema - Tay áo: Würth - Quần: Atheo Ingenierie - Tất: không                                                   |
| Toulouse            | Damien Comolli      | Carles Martínez Novell                  | Vincent Sierro      | Nike                    | LP Promotion Group                                             | Danh sách - - Trước: không - Sau: Newrest - Tay áo: không - Quần: Sud de France - Tất: không |

### Thay đổi huấn luyện viên
| Đội           | HLV ra đi                | Lý do                | Ngày ra đi | Vị trí trên BXH | HLV đến                 | Ngày ký    |
| ------------- | ------------------------ | -------------------- | ---------- | --------------- | ----------------------- | ---------- |
| Reims         | Samba Diawara (tạm thời) | Hết quản lý tạm thời | 19/5/2024  | Trước mùa giải  | Luka Elsner             | 25/6/2024  |
| Marseille     | Jean-Louis Gasset        | Nghỉ hưu             | 20/5/2024  | Trước mùa giải  | Roberto De Zerbi        | 1/7/2024   |
| Nice          | Francesco Farioli        | Ký bởi Ajax          | 23/5/2024  | Trước mùa giải  | Franck Haise            | 1/7/2024   |
| Lille         | Paulo Fonseca            | Thỏa thuận           | 5/6/2024   | Trước mùa giải  | Bruno Génésio           | 1/7/2024   |
| Lens          | Franck Haise             | Ký bởi Nice          | 6/6/2024   | Trước mùa giải  | Will Still              | 10/6/2024  |
| Le Havre      | Luka Elsner              | Ký bởi Reims         | 25/6/2024  | Trước mùa giải  | Didier Digard           | 1/7/2024   |
| Strasbourg    | Patrick Vieira           | Thỏa thuận           | 18/7/2024  | Trước mùa giải  | Liam Rosenior           | 25/7/2024  |
| Montpellier   | Michel Der Zakarian      | Sa thải              | 20/10/2024 | thứ 18          | Jean-Louis Gasset       | 22/10/2024 |
| Rennes        | Julien Stéphan           | Sa thải              | 7/11/2024  | thứ 13          | Jorge Sampaoli          | 11/11/2024 |
| Saint-Étienne | Olivier Dall'Oglio       | Sa thải              | 14/12/2024 | thứ 16          | Eirik Horneland         | 20/12/2024 |
| Lyon          | Pierre Sage              | Sa thải              | 27/1/2025  | thứ 6           | Paulo Fonseca           | 31/1/2025  |
| Rennes        | Jorge Sampaoli           | Sa thải              | 30/1/2025  | thứ 16          | Habib Beye              | 30/1/2025  |
| Reims         | Luka Elsner              | Sa thải              | 3/2/2025   | thứ 13          | Samba Diawara           | 3/2/2025   |
| Lyon          | Paulo Fonseca            | Cấm                  | 5/3/2025   | thứ 6           | Jorge Maciel (tạm thời) | 6/3/2025   |
| Montpellier   | Jean-Louis Gasset        | Sa thải              | 7/4/2025   | thứ 18          | Zoumana Camara          | 8/4/2025   |

## Bảng xếp hạng

### Bảng xếp hạng
| VT | Đội                     | ST | T  | H  | B  | BT | BB | HS  | Đ  | Giành quyền tham dự hoặc xuống hạng       |
| -- | ----------------------- | -- | -- | -- | -- | -- | -- | --- | -- | ----------------------------------------- |
| 1  | Paris Saint-Germain (C) | 34 | 26 | 6  | 2  | 92 | 35 | +57 | 84 | Tham dự vòng đấu hạng Champions League    |
| 2  | Marseille               | 34 | 20 | 5  | 9  | 74 | 47 | +27 | 65 | Tham dự vòng đấu hạng Champions League    |
| 3  | Monaco                  | 34 | 18 | 7  | 9  | 63 | 41 | +22 | 61 | Tham dự vòng đấu hạng Champions League    |
| 4  | Nice                    | 34 | 17 | 9  | 8  | 66 | 41 | +25 | 60 | Tham dự vòng loại thứ ba Champions League |
| 5  | Lille                   | 34 | 17 | 9  | 8  | 52 | 36 | +16 | 60 | Tham dự vòng đấu hạng Europa League       |
| 6  | Lyon                    | 34 | 17 | 6  | 11 | 65 | 46 | +19 | 57 | Tham dự vòng đấu hạng Europa League       |
| 7  | Strasbourg              | 34 | 16 | 9  | 9  | 56 | 44 | +12 | 57 | Tham dự vòng play-off Conference League   |
| 8  | Lens                    | 34 | 15 | 7  | 12 | 42 | 39 | +3  | 52 |                                           |
| 9  | Brest                   | 34 | 15 | 5  | 14 | 52 | 59 | −7  | 50 |                                           |
| 10 | Toulouse                | 34 | 11 | 9  | 14 | 44 | 43 | +1  | 42 |                                           |
| 11 | Auxerre                 | 34 | 11 | 9  | 14 | 48 | 51 | −3  | 42 |                                           |
| 12 | Rennes                  | 34 | 13 | 2  | 19 | 51 | 50 | +1  | 41 |                                           |
| 13 | Nantes                  | 34 | 8  | 12 | 14 | 39 | 52 | −13 | 36 |                                           |
| 14 | Angers                  | 34 | 10 | 6  | 18 | 32 | 53 | −21 | 36 |                                           |
| 15 | Le Havre                | 34 | 10 | 4  | 20 | 40 | 71 | −31 | 34 |                                           |
| 16 | Reims (R)               | 34 | 8  | 9  | 17 | 33 | 47 | −14 | 33 | Tham dự play-off trụ hạng                 |
| 17 | Saint-Étienne (R)       | 34 | 8  | 6  | 20 | 39 | 77 | −38 | 30 | Xuống hạng Ligue 2                        |
| 18 | Montpellier (R)         | 34 | 4  | 4  | 26 | 23 | 79 | −56 | 16 | Xuống hạng Ligue 2                        |

1. ↑  Đội vô địch Coupe de France 2024–25 (Paris Saint-Germain) cũng đủ điều kiện tham dự vòng đấu hạng Europa League. Vì PSG đã đủ điều kiện thi đấu Champions League nên suất Europa League này sẽ thuộc về đội đứng thứ 6 và suất tham dự Conference League sẽ thuộc về đội đứng thứ 7.

### Vị trí theo vòng
Bảng xếp hạng các đội bóng sau mỗi vòng thi đấu. Để duy trì các diễn biến theo trình tự thời gian, bất kỳ trận đấu bù nào (vì bị hoãn) sẽ không được tính vào vòng đấu mà chúng đã được lên lịch ban đầu, mà sẽ được cộng thêm vào vòng đấu diễn ra ngay sau đó.
- a : còn 1 trận chưa thi đấu

| Đội ╲ Vòng    | 1      | 2  | 3  | 4  | 5  | 6  | 7  | 8  | 9  | 10 | 11 | 12 | 13 | 14 | 15 | 16 | 17 | 18 | 19 | 20 | 21 | 22 | 23 | 24 | 25 | 26  | 27  | 28  | 29  | 30  | 31 | 32 | 33 | 34 |    |
| ------------- | ------ | -- | -- | -- | -- | -- | -- | -- | -- | -- | -- | -- | -- | -- | -- | -- | -- | -- | -- | -- | -- | -- | -- | -- | -- | --- | --- | --- | --- | --- | -- | -- | -- | -- | -- |
| Đội ╲ Vòng    | Angers | 13 | 15 | 17 | 17 | 18 | 18 | 18 | 17 | 15 | 15 | 15 | 17 | 14 | 15 | 15 | 14 | 13 | 12 | 13 | 12 | 13 | 11 | 12 | 13 | 13  | 14  | 14  | 14  | 14  | 15 | 15 | 14 | 13 | 14 |
| Auxerre       | 5      | 10 | 13 | 15 | 16 | 12 | 14 | 12 | 13 | 10 | 9  | 7  | 8  | 8  | 8  | 9  | 10 | 11 | 11 | 11 | 11 | 12 | 11 | 12 | 11 | 11  | 10  | 10  | 10  | 11  | 10 | 10 | 10 | 11 |    |
| Brest         | 18     | 18 | 12 | 14 | 11 | 13 | 11 | 11 | 10 | 11 | 12 | 12 | 11 | 11 | 11 | 12 | 11 | 9  | 8  | 8  | 8  | 9  | 9  | 10 | 9  | 9   | 8   | 8   | 8   | 9   | 9  | 9  | 8  | 9  |    |
| Le Havre      | 16     | 9  | 7  | 9  | 12 | 14 | 15 | 16 | 17 | 17 | 17 | 14 | 16 | 17 | 17 | 17 | 17 | 17 | 18 | 18 | 17 | 17 | 17 | 16 | 16 | 16  | 16  | 15  | 16  | 16  | 16 | 16 | 16 | 15 |    |
| Lens          | 6      | 4  | 5  | 4  | 4  | 6  | 6  | 5  | 5  | 7  | 8  | 9  | 7  | 7  | 7  | 7  | 7  | 7  | 7  | 6  | 7  | 8  | 8  | 9  | 8  | 8   | 9   | 9   | 9   | 8   | 8  | 8  | 9  | 8  |    |
| Lille         | 4      | 2  | 6  | 8  | 9  | 5  | 5  | 4  | 4  | 4  | 4  | 4  | 4  | 4  | 4  | 4  | 5  | 3  | 5  | 4  | 5  | 5  | 4  | 5  | 5  | 6   | 5   | 7   | 5   | 4   | 3  | 5  | 5  | 5  |    |
| Lyon          | 17     | 17 | 14 | 13 | 14 | 11 | 8  | 7  | 7  | 6  | 5  | 6  | 5  | 5  | 5  | 5  | 6  | 6  | 6  | 7  | 6  | 6  | 6  | 6  | 6  | 5   | 7   | 5   | 4   | 6   | 5  | 7  | 7  | 6  |    |
| Marseille     | 1      | 5  | 2  | 2  | 2  | 3  | 3  | 3  | 3  | 2  | 3  | 3  | 2  | 2  | 2  | 2  | 2  | 2  | 2  | 2  | 2  | 2  | 2  | 2  | 2  | 2   | 3   | 2   | 3   | 2   | 2  | 2  | 2  | 2  |    |
| Monaco        | 7      | 3  | 4  | 3  | 3  | 2  | 1  | 2  | 2  | 3  | 2  | 2  | 3  | 3  | 3  | 3  | 3  | 4  | 3  | 3  | 4  | 4  | 5  | 4  | 4  | 3   | 2   | 3   | 2   | 3   | 4  | 3  | 3  | 3  |    |
| Montpellier   | 9      | 14 | 16 | 18 | 15 | 16 | 17 | 18 | 18 | 18 | 18 | 18 | 18 | 18 | 18 | 18 | 18 | 18 | 17 | 17 | 18 | 18 | 18 | 18 | 18 | 18a | 18a | 18a | 18  | 18  | 18 | 18 | 18 | 18 |    |
| Nantes        | 11     | 7  | 3  | 5  | 5  | 7  | 10 | 9  | 12 | 14 | 14 | 16 | 17 | 13 | 14 | 16 | 15 | 15 | 14 | 14 | 15 | 15 | 14 | 14 | 14 | 13  | 13  | 13  | 13a | 14a | 14 | 15 | 15 | 13 |    |
| Nice          | 12     | 12 | 8  | 12 | 7  | 9  | 9  | 8  | 8  | 5  | 6  | 5  | 6  | 6  | 6  | 6  | 4  | 5  | 4  | 5  | 3  | 3  | 3  | 3  | 3  | 4   | 4   | 6   | 7   | 5   | 6  | 4  | 4  | 4  |    |
| PSG           | 2      | 1  | 1  | 1  | 1  | 1  | 2  | 1  | 1  | 1  | 1  | 1  | 1  | 1  | 1  | 1  | 1  | 1  | 1  | 1  | 1  | 1  | 1  | 1  | 1  | 1   | 1   | 1   | 1a  | 1a  | 1  | 1  | 1  | 1  |    |
| Reims         | 15     | 13 | 10 | 6  | 6  | 4  | 4  | 6  | 6  | 8  | 7  | 8  | 9  | 9  | 10 | 11 | 12 | 13 | 12 | 13 | 14 | 14 | 15 | 15 | 15 | 15  | 15  | 16  | 15  | 13  | 13 | 13 | 14 | 16 |    |
| Rennes        | 3      | 8  | 11 | 7  | 8  | 10 | 12 | 13 | 11 | 13 | 13 | 15 | 12 | 12 | 12 | 13 | 14 | 14 | 16 | 15 | 12 | 13 | 13 | 11 | 12 | 12  | 12  | 12  | 11  | 10  | 11 | 11 | 11 | 12 |    |
| Saint-Étienne | 14     | 16 | 18 | 16 | 17 | 17 | 13 | 14 | 16 | 16 | 16 | 13 | 15 | 16 | 16 | 15 | 16 | 16 | 15 | 16 | 16 | 16 | 16 | 17 | 17 | 17a | 17a | 17a | 17  | 17  | 17 | 17 | 17 | 17 |    |
| Strasbourg    | 8      | 6  | 9  | 10 | 10 | 8  | 7  | 10 | 9  | 9  | 11 | 11 | 13 | 14 | 13 | 10 | 9  | 10 | 9  | 9  | 9  | 7  | 7  | 7  | 7  | 7   | 6   | 4   | 6   | 7   | 7  | 6  | 6  | 7  |    |
| Toulouse      | 10     | 11 | 15 | 11 | 13 | 15 | 16 | 15 | 14 | 12 | 10 | 10 | 10 | 10 | 9  | 8  | 8  | 8  | 10 | 10 | 10 | 10 | 10 | 8  | 10 | 10  | 11  | 11  | 12  | 12  | 12 | 12 | 12 | 10 |    |

## Kết quả

### Tỷ số
| Nhà \ Khách   | ANG | AUX | BRE | HAC | LEN | LIL | OL  | OM  | ASM | MON | FCN | NIC | PSG | REI | REN | STE | STR | TFC |
| ------------- | --- | --- | --- | --- | --- | --- | --- | --- | --- | --- | --- | --- | --- | --- | --- | --- | --- | --- |
| Angers        | —   | 2–0 | 2–0 | 1–1 | 0–1 | 0–2 | 0–3 | 0–2 | 0–2 | 2–0 | 1–1 | 1–4 | 2–4 | 1–3 | 0–3 | 4–2 | 2–1 | 0–4 |
| Auxerre       | 1–0 | —   | 3–0 | 1–2 | 2–2 | 0–0 | 1–3 | 3–0 | 0–3 | 1–0 | 1–1 | 2–1 | 0–0 | 2–1 | 4–0 | 1–1 | 0–1 | 2–2 |
| Brest         | 2–0 | 2–2 | —   | 2–0 | 1–3 | 2–0 | 2–1 | 1–5 | 2–1 | 1–0 | 4–1 | 0–1 | 2–5 | 0–0 | 1–1 | 4–0 | 3–1 | 2–0 |
| Le Havre      | 0–1 | 3–1 | 0–1 | —   | 1–2 | 0–3 | 0–4 | 1–3 | 1–1 | 1–0 | 3–2 | 1–3 | 1–4 | 0–3 | 1–5 | 1–1 | 0–3 | 1–4 |
| Lens          | 1–0 | 0–4 | 2–0 | 3–4 | —   | 0–2 | 0–0 | 1–3 | 4–0 | 2–0 | 3–2 | 0–0 | 1–2 | 0–2 | 1–0 | 1–0 | 0–2 | 0–1 |
| Lille         | 2–0 | 3–1 | 3–1 | 1–2 | 1–0 | —   | 1–1 | 1–1 | 2–1 | 1–0 | 1–1 | 2–1 | 1–3 | 2–1 | 1–0 | 4–1 | 3–3 | 2–1 |
| Lyon          | 2–0 | 2–2 | 2–1 | 4–2 | 1–2 | 2–1 | —   | 2–3 | 0–2 | 1–0 | 2–0 | 4–1 | 2–3 | 4–0 | 4–1 | 1–0 | 4–3 | 0–0 |
| Marseille     | 1–1 | 1–3 | 4–1 | 5–1 | 0–1 | 1–1 | 3–2 | —   | 2–1 | 5–1 | 2–0 | 2–0 | 0–3 | 2–2 | 4–2 | 5–1 | 1–1 | 3–2 |
| Monaco        | 0–1 | 4–2 | 3–2 | 3–1 | 1–1 | 0–0 | 2–0 | 3–0 | —   | 2–1 | 7–1 | 2–1 | 2–4 | 3–0 | 3–2 | 1–0 | 0–0 | 2–0 |
| Montpellier   | 1–3 | 3–2 | 3–1 | 0–2 | 0–2 | 2–2 | 1–4 | 0–5 | 2–1 | —   | 1–3 | 2–2 | 1–4 | 0–0 | 0–4 | 0–2 | 1–1 | 0–3 |
| Nantes        | 0–1 | 2–0 | 0–2 | 0–2 | 3–1 | 1–0 | 1–1 | 1–2 | 2–2 | 3–0 | —   | 1–1 | 1–1 | 1–2 | 1–0 | 2–2 | 0–1 | 0–0 |
| Nice          | 2–1 | 1–1 | 6–0 | 2–1 | 2–0 | 2–2 | 0–2 | 2–0 | 2–1 | 2–0 | 1–2 | —   | 1–1 | 1–0 | 3–2 | 8–0 | 2–1 | 1–1 |
| PSG           | 1–0 | 3–1 | 3–1 | 2–1 | 1–0 | 4–1 | 3–1 | 3–1 | 4–1 | 6–0 | 1–1 | 1–3 | —   | 1–1 | 3–1 | 2–1 | 4–2 | 3–0 |
| Reims         | 0–1 | 0–2 | 1–2 | 1–1 | 0–2 | 0–2 | 1–1 | 3–1 | 0–0 | 4–2 | 1–2 | 2–4 | 1–1 | —   | 2–1 | 0–2 | 0–1 | 1–0 |
| Rennes        | 2–0 | 0–1 | 1–2 | 1–0 | 1–1 | 0–2 | 3–0 | 1–2 | 1–2 | 3–0 | 2–1 | 2–0 | 1–4 | 1–0 | —   | 5–0 | 1–0 | 0–2 |
| Saint-Étienne | 3–3 | 3–1 | 3–3 | 0–2 | 0–2 | 1–0 | 2–1 | 0–2 | 1–3 | 1–0 | 1–1 | 1–3 | 1–6 | 3–1 | 0–2 | —   | 2–0 | 2–3 |
| Strasbourg    | 1–1 | 3–1 | 0–0 | 2–3 | 2–2 | 2–1 | 4–2 | 1–0 | 1–3 | 2–0 | 3–1 | 2–2 | 2–1 | 0–0 | 3–1 | 3–1 | —   | 2–1 |
| Toulouse      | 1–1 | 2–0 | 2–4 | 2–0 | 1–1 | 1–2 | 1–2 | 1–3 | 1–1 | 1–2 | 0–0 | 1–1 | 0–1 | 1–0 | 2–1 | 2–1 | 1–2 | —   |

### Bảng thắng bại
- T = Thắng, H = Hòa, B = Bại
- {} : Trận đấu bị tạm dừng.
- () : Trận đấu bị hoãn.

| Đội           | 1 | 2 | 3 | 4 | 5 | 6 | 7 | 8 | 9 | 10 | 11 | 12 | 13 | 14 | 15 | 16 | 17 | Đội           | 18 | 19 | 20 | 21 | 22 | 23 | 24 | 25 | 26  | 27 | 28 | 29 | 30    | 31 | 32 | 33 | 34 | Đội           |
| ------------- | - | - | - | - | - | - | - | - | - | -- | -- | -- | -- | -- | -- | -- | -- | ------------- | -- | -- | -- | -- | -- | -- | -- | -- | --- | -- | -- | -- | ----- | -- | -- | -- | -- | ------------- |
| Angers        | B | B | B | H | H | B | H | H | T | T  | B  | B  | T  | B  | B  | T  | T  | Angers        | T  | B  | H  | B  | T  | H  | B  | B  | B   | B  | B  | T  | B     | B  | T  | T  | B  | Angers        |
| Auxerre       | T | B | B | B | B | T | B | T | H | T  | T  | T  | B  | H  | H  | B  | H  | Auxerre       | B  | H  | B  | H  | H  | T  | B  | T  | H   | T  | T  | B  | B     | T  | B  | H  | B  | Auxerre       |
| Brest         | B | B | T | B | T | B | T | H | T | B  | B  | B  | T  | B  | T  | B  | T  | Brest         | T  | T  | B  | T  | H  | H  | B  | T  | H   | T  | T  | H  | B     | B  | T  | T  | B  | Brest         |
| Le Havre      | B | T | T | B | B | B | B | B | B | T  | B  | T  | B  | B  | B  | B  | B  | Le Havre      | H  | B  | H  | T  | B  | B  | T  | H  | B   | T  | T  | B  | B     | H  | T  | B  | T  | Le Havre      |
| Lens          | T | T | H | H | H | H | H | T | B | B  | T  | B  | T  | T  | H  | B  | T  | Lens          | B  | T  | T  | B  | B  | B  | B  | T  | T   | B  | T  | B  | T     | B  | T  | H  | T  | Lens          |
| Lille         | T | T | B | B | H | T | T | H | T | H  | H  | T  | H  | T  | H  | H  | H  | Lille         | T  | B  | T  | B  | T  | T  | B  | T  | B   | T  | B  | T  | T     | T  | H  | B  | T  | Lille         |
| Lyon          | B | B | T | H | B | T | T | T | H | H  | T  | H  | T  | T  | B  | T  | B  | Lyon          | H  | H  | B  | T  | T  | B  | T  | T  | T   | B  | T  | T  | B     | T  | B  | B  | T  | Lyon          |
| Marseille     | T | H | T | T | T | B | H | T | B | T  | B  | T  | T  | T  | H  | T  | T  | Marseille     | H  | B  | T  | T  | T  | B  | T  | B  | B   | B  | T  | B  | T     | T  | H  | T  | T  | Marseille     |
| Monaco        | T | T | H | T | T | T | T | H | B | B  | T  | T  | B  | T  | H  | B  | H  | Monaco        | B  | T  | T  | B  | T  | B  | T  | H  | T   | T  | B  | T  | H     | H  | T  | T  | B  | Monaco        |
| Montpellier   | H | B | B | B | T | B | B | B | B | B  | T  | B  | H  | B  | H  | B  | B  | Montpellier   | T  | T  | B  | B  | B  | B  | B  | B  | {}B | B  | B  | B  | B     | H  | B  | B  | B  | Montpellier   |
| Nantes        | H | T | T | B | H | H | B | H | B | B  | B  | B  | H  | T  | B  | H  | H  | Nantes        | H  | H  | T  | B  | B  | T  | B  | B  | T   | B  | T  | () | B (H) | H  | B  | H  | T  | Nantes        |
| Nice          | B | H | T | B | T | H | H | H | T | T  | H  | T  | B  | T  | H  | T  | T  | Nice          | B  | T  | H  | T  | T  | T  | T  | B  | H   | B  | B  | H  | T     | T  | T  | B  | T  | Nice          |
| PSG           | T | T | T | T | H | T | H | T | T | T  | T  | T  | H  | H  | T  | T  | T  | PSG           | T  | H  | T  | T  | T  | T  | T  | T  | T   | T  | T  | () | T (H) | B  | B  | T  | T  | PSG           |
| Reims         | B | H | T | T | H | T | T | B | B | B  | T  | H  | B  | H  | H  | B  | B  | Reims         | H  | H  | B  | B  | B  | B  | B  | B  | H   | T  | B  | T  | T     | H  | B  | B  | B  | Reims         |
| Rennes        | T | B | B | T | H | B | B | H | T | B  | B  | B  | T  | B  | T  | B  | B  | Rennes        | B  | B  | T  | T  | B  | T  | T  | B  | B   | T  | B  | T  | T     | B  | B  | T  | B  | Rennes        |
| Saint-Étienne | B | B | B | T | B | H | T | B | B | T  | B  | T  | B  | B  | B  | T  | B  | Saint-Étienne | H  | H  | B  | B  | B  | H  | B  | H  | {}T | B  | B  | H  | T     | B  | B  | T  | B  | Saint-Étienne |
| Strasbourg    | H | T | B | H | H | T | H | B | T | B  | B  | B  | B  | H  | T  | T  | T  | Strasbourg    | H  | T  | B  | T  | T  | H  | T  | T  | T   | T  | T  | H  | H     | T  | T  | B  | B  | Strasbourg    |
| Toulouse      | H | H | B | T | B | B | B | H | T | T  | T  | B  | T  | B  | T  | T  | B  | Toulouse      | H  | B  | H  | H  | B  | T  | T  | H  | B   | B  | B  | B  | B     | H  | T  | H  | T  | Toulouse      |
| Đội           | 1 | 2 | 3 | 4 | 5 | 6 | 7 | 8 | 9 | 10 | 11 | 12 | 13 | 14 | 15 | 16 | 17 | Đội           | 18 | 19 | 20 | 21 | 22 | 23 | 24 | 25 | 26  | 27 | 28 | 29 | 30    | 31 | 32 | 33 | 34 | Đội           |

## Play-off Xuống hạng
Mùa giải 2024–25 sẽ kết thúc bằng trận play-off xuống hạng giữa đội xếp thứ 16 tại Ligue 1 và đội chiến thắng ở vòng bán kết play-off Ligue 2 theo thể thức hai lượt đi và về.
| Metz       | 1–1 | Reims       |
| ---------- | --- | ----------- |
| - Udol 38' |     | - Kipré 52' |

| Reims             | 1–3 (s.h.p.) | Metz                                |
| ----------------- | ------------ | ----------------------------------- |
| - Martial Tia 57' |              | - Udol 78' - Toure 110' - Hein 114' |

Metz thắng với tổng tỷ số 4–2 và được thăng hạng lên Ligue 1 còn Reims phải xuống hạng Ligue 2.

## Thống kê

### Ghi bàn hàng đầu
| Hạng | Cầu thủ             | Đội                 | Bàn thắng |
| ---- | ------------------- | ------------------- | --------- |
| 1    | Ousmane Dembélé     | Paris Saint-Germain | 21        |
| 1    | Mason Greenwood     | Marseille           | 21        |
| 3    | Arnaud Kalimuendo   | Rennes              | 17        |
| 4    | Jonathan David      | Lille               | 16        |
| 5    | Alexandre Lacazette | Lyon                | 15        |
| 6    | Bradley Barcola     | Paris Saint-Germain | 14        |
| 6    | Emanuel Emegha      | Strasbourg          | 14        |
| 8    | Amine Gouiri        | Marseille           | 13        |
| 8    | Ludovic Ajorque     | Brest               | 13        |
| 8    | Mika Biereth        | AS Monaco           | 13        |
| 11   | Evann Guessand      | Nice                | 12        |
| 11   | Lucas Stassin       | Saint-Étienne       | 12        |
| 13   | Keito Nakamura      | Reims               | 11        |
| 13   | Georges Mikautadze  | Lyon                | 11        |
| 13   | Gaëtan Laborde      | Nice                | 11        |
| 16   | Gaëtan Perrin       | Auxerre             | 10        |
| 16   | Andrey Santos       | Strasbourg          | 10        |
| 16   | Hamed Traorè        | Auxerre             | 10        |
| 16   | Gonçalo Ramos       | Paris Saint-Germain | 10        |
| 16   | Abdoulaye Touré     | Le Havre            | 10        |

#### Hat-trick
- H (= Home): Sân nhà
- A (= Away): Sân khách

| Stt | Cầu thủ             | Câu lạc bộ          | Đối đầu với   | Tỷ số   | Thời gian           |
| --- | ------------------- | ------------------- | ------------- | ------- | ------------------- |
| 1   | Jonathan David      | Lille               | Le Havre      | 3–0 (A) | Vòng 6, 28/9/2024   |
| 2   | Zuriko Davitashvili | Saint-Étienne       | Auxerre       | 3–1 (H) | Vòng 7, 5/10/2024   |
| 3   | Arnaud Kalimuendo   | Rennes              | Saint-Étienne | 5–0 (H) | Vòng 13, 30/11/2024 |
| 4   | Alexandre Lacazette | Lyon                | Nice          | 4–1 (H) | Vòng 13, 1/12/2024  |
| 5   | Ousmane Dembélé     | Paris Saint-Germain | Brest         | 5–2 (A) | Vòng 20, 1/2/2025   |
| 6   | Mika Biereth        | AS Monaco           | Nantes        | 7–1 (H) | Vòng 22, 15/2/2025  |
| 7   | Mika Biereth        | AS Monaco           | Reims         | 3–0 (H) | Vòng 24, 28/2/2025  |
| 8   | Amine Gouiri        | Marseille           | Brest         | 4–1 (H) | Vòng 31, 27/4/2025  |
| 9   | Gonçalo Ramos       | Paris Saint-Germain | Montpellier   | 4–1 (A) | Vòng 33, 10/5/2025  |

### Kiến tạo hàng đầu
| Hạng | Cầu thủ             | Câu lạc bộ          | Kiến tạo |
| ---- | ------------------- | ------------------- | -------- |
| 1    | Rayan Cherki        | Lyon                | 11       |
| 2    | Bradley Barcola     | Paris Saint-Germain | 10       |
| 2    | Moses Simon         | Nantes              | 10       |
| 2    | Gaëtan Perrin       | Auxerre             | 10       |
| 5    | Maghnes Akliouche   | AS Monaco           | 9        |
| 5    | Dilane Bakwa        | Strasbourg          | 9        |
| 7    | Lassine Sinayoko    | Auxerre             | 8        |
| 7    | Zuriko Davitashvili | Saint-Étienne       | 8        |
| 7    | Jonathan Clauss     | Nice                | 8        |
| 10   | Evann Guessand      | Nice                | 7        |
| 10   | Diego Moreira       | Strasbourg          | 7        |
| 10   | João Neves          | Paris Saint-Germain | 7        |
| 10   | Ludovic Blas        | Rennes              | 7        |
| 10   | Lamine Camara       | AS Monaco           | 7        |

### Số trận giữ sạch lưới
| Hạng | Cầu thủ          | Câu lạc bộ | Số trận thi đấu | Số trận sạch lưới | Tỷ lệ |
| ---- | ---------------- | ---------- | --------------- | ----------------- | ----- |
| 1    | Brice Samba      | Lens       | 32              | 12                | 38%   |
| 2    | Lucas Chevalier  | Lille      | 34              | 11                | 32%   |
| 3    | Marco Bizot      | Brest      | 32              | 10                | 31%   |
| 4    | Đorđe Petrović   | Strasbourg | 31              | 10                | 32%   |
| 5    | Lucas Perri      | Lyon       | 33              | 10                | 30%   |
| 6    | Donovan Léon     | Auxerre    | 32              | 9                 | 28%   |
| 7    | Guillaume Restes | Toulouse   | 29              | 9                 | 31%   |
| 8    | Marcin Bułka     | Nice       | 34              | 8                 | 24%   |
| 9    | Philipp Köhn     | Monaco     | 19              | 8                 | 42%   |

### Kỷ luật

#### Cầu thủ
- Nhận nhiều thẻ vàng nhất: 13 thẻ[37]
  -  Facundo Medina (Lens)

- Nhận nhiều thẻ đỏ nhất: 2 thẻ[38]
  - 8 cầu thủ

#### Câu lạc bộ[39]
- Nhận nhiều thẻ vàng nhất: 83 thẻ
  - Montpellier
- Nhận ít thẻ vàng nhất: 39 thẻ
  - Paris Saint-Germain
- Nhận nhiều thẻ đỏ nhất: 8 thẻ
  - Lens
- Nhận ít thẻ đỏ nhất: 0 thẻ
  - Lyon
  - Paris Saint-Germain

## Giải thưởng

### Giải thưởng hàng tháng
| Tháng    | Cầu thủ của tháng   | Cầu thủ của tháng   | Tham khảo |
| Tháng    | Cầu thủ             | Đội                 | Tham khảo |
| -------- | ------------------- | ------------------- | --------- |
| Tháng 9  | Bradley Barcola     | Paris Saint-Germain | [ 40 ]    |
| Tháng 10 | Zuriko Davitashvili | Saint-Étienne       | [ 41 ]    |
| Tháng 11 | Jonathan David      | Lille               | [ 42 ]    |
| Tháng 12 | Mason Greenwood     | Marseille           | [ 43 ]    |
| Tháng 1  | Ousmane Dembélé     | Paris Saint-Germain | [ 44 ]    |
| Tháng 2  | Amine Gouiri        | Marseille           | [ 45 ]    |
| Tháng 3  | Désiré Doué         | Paris Saint-Germain | [ 46 ]    |
| Tháng 4  | Mason Greenwood     | Marseille           | [ 47 ]    |

### Giải thưởng năm
| Giải thưởng mùa giải | Thắng           | Đội                 | Tk.    |
| -------------------- | --------------- | ------------------- | ------ |
| Cầu thủ              | Ousmane Dembélé | Paris Saint-Germain | [ 48 ] |
| Cầu thủ trẻ          | Désiré Doué     | Paris Saint-Germain | [ 48 ] |
| Thủ môn              | Lucas Chevalier | Lille               | [ 48 ] |
| Bàn thắng            | Amine Gouiri    | Marseille           | [ 48 ] |
| Huấn luyện viên      | Luis Enrique    | Paris Saint-Germain | [ 48 ] |

| Đội hình của năm | Đội hình của năm                    | Đội hình của năm                      | Đội hình của năm                      | Đội hình của năm                      | Đội hình của năm        |
| ---------------- | ----------------------------------- | ------------------------------------- | ------------------------------------- | ------------------------------------- | ----------------------- |
| Thủ môn          | Lucas Chevalier (Lille)             | Lucas Chevalier (Lille)               | Lucas Chevalier (Lille)               | Lucas Chevalier (Lille)               | Lucas Chevalier (Lille) |
| Hậu vệ           | Achraf Hakimi (Paris Saint-Germain) | Marquinhos (Paris Saint-Germain)      | Willian Pacho (Paris Saint-Germain)   | Nuno Mendes (Paris Saint-Germain)     |                         |
| Tiền vệ          | João Neves (Paris Saint-Germain)    | Rayan Cherki (Lyon)                   | Rayan Cherki (Lyon)                   | Vitinha (Paris Saint-Germain)         |                         |
| Tiền đạo         | Désiré Doué (Paris Saint-Germain)   | Ousmane Dembélé (Paris Saint-Germain) | Ousmane Dembélé (Paris Saint-Germain) | Bradley Barcola (Paris Saint-Germain) |                         |